# Сандрово
Сандрово (болг. Сандрово) — село в Болгарии. Находится в Русенской области, входит в общину Русе. Население составляет 1 334 человека.

## Политическая ситуация
В местном кметстве Сандрово, в состав которого входит Сандрово, должность кмета (старосты) исполняет Божидар Стоилов Стоилов (Граждане за европейское развитие Болгарии (ГЕРБ)) по результатам выборов правления кметства.
Кмет (мэр) общины Русе — Божидар Иванов Йотов (инициативный комитет) по результатам выборов в правление общины.

## Известные уроженцы
- Валентин Димитров Йорданов  (1960-) — болгарский борец вольного стиля, чемпион и призёр Олимпийских игр, семикратный чемпион мира, семикратный чемпион Европы.